# Peter Jacob Johannssen
Peter Jacob Johannssen (auch: Peter Johannssen oder Johannßen; * 20. April 1858 in Trennewurtheraltendeich; † 10. Mai 1941 in Braunschweig) war ein deutscher Agrarwissenschaftler, Lehrer an verschiedenen landwirtschaftlichen Schulen,  Generalsekretär der Königlichen Landwirtschaftsgesellschaft in Hannover, Direktor der Landwirtschaftskammer Hannover sowie Landesökonomierat.

## Leben

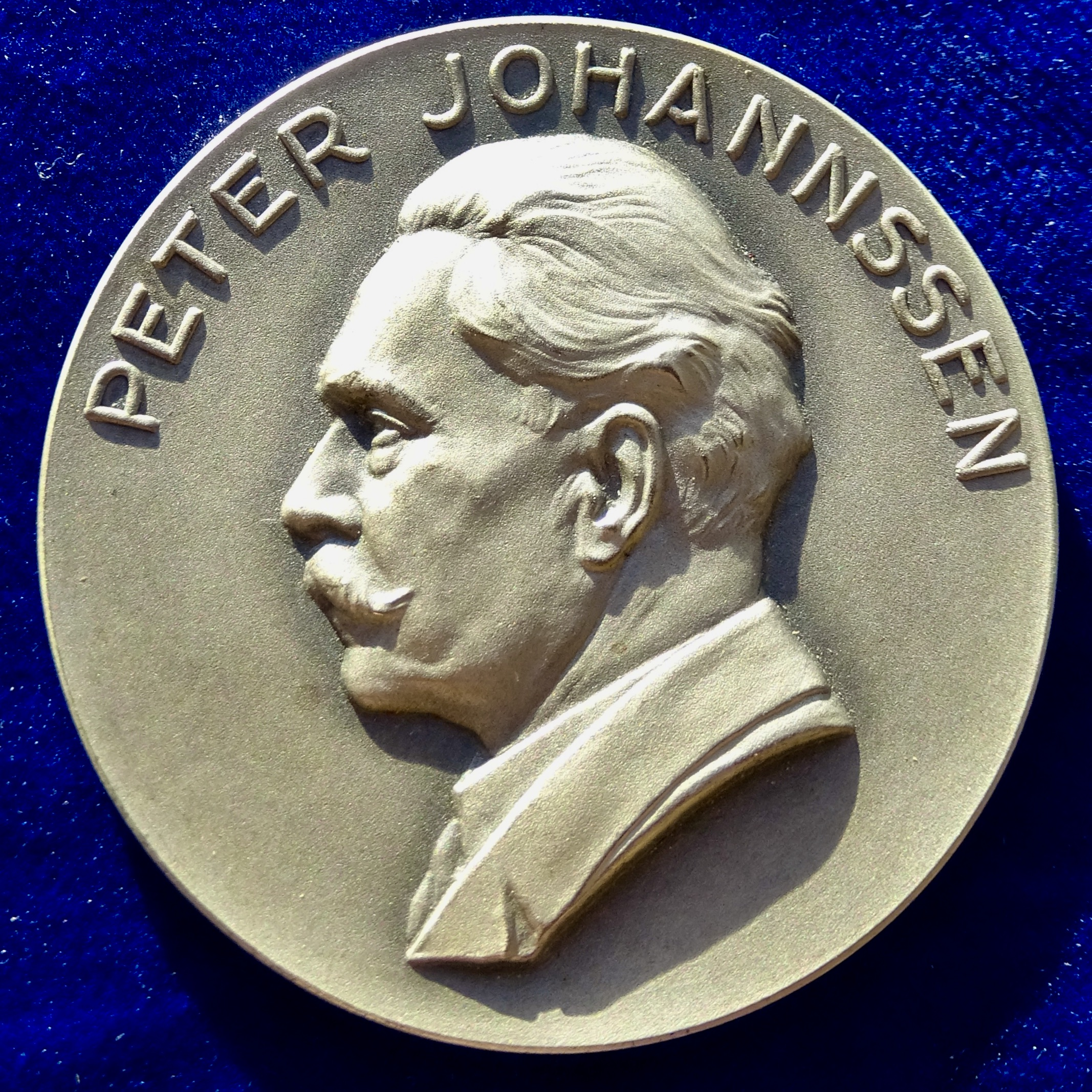
Peter Johannssen auf einer Art Deco Verdienstmedaille der Weimarer Republik

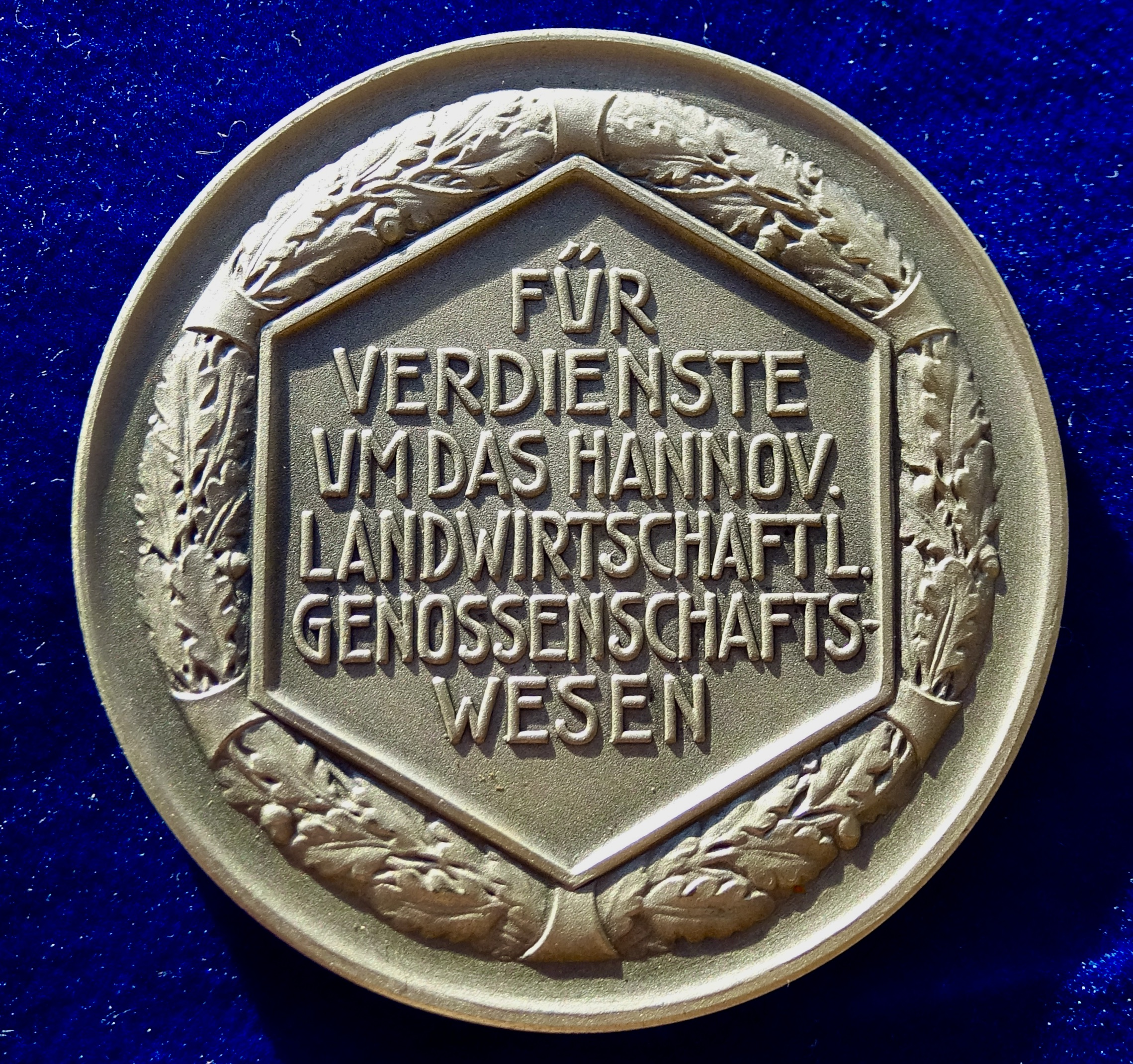
Die Rückseite dieser Medaille des Genossenschaftswesens

Peter Jacob Johannssen wirkte in Herford, Halle und Kiel und als Lehrer an den landwirtschaftlichen Schulen in Annaberg, Chemnitz und Hildesheim.
Von 1889 bis 1899 hatte Johannssen die Position eines Sekretärs beziehungsweise Generalsekretärs der Königlichen Landwirtschafts-Gesellschaft Hannover inne, um von 1899 bis 1924 als Direktor die Landwirtschaftskammer Hannover zu leiten. In diesen Jahren bewohnte er zumindest zeitweilig das damalige Gebäude Leopoldsstraße 10 in Hannover. Dennoch hatte er in seinem Heimatort Einfluss auf einem Gestüt mit dem Zuchtpferd Borussia, das er 1903 der Zucht in Trennewurth Altendeich entzog.
Der Beamte der Regierungsbehörde Hannover war sowohl Gründer und auch mehrere Jahrzehnte Vorsitzender der Hauptgenossenschaft Hannover sowie Mitbegründer der Landesgenossenschaftsbank Hannover, zu deren Aufsichtsratsvorsitzendem er gewählt wurde.
1928 ehrte die Landwirtschaftliche Hochschule Bonn-Poppelsdorf den Agrarwissenschaftler mit der Verleihung der Ehrendoktorwürde. Zudem wurde Johannssen zum Ehrenpräsidenten des Reichsverbandes der deutschen landwirtschaftlichen Genossenschaften - Raiffeisen gewählt.
Peter Johannssen starb in dem braunschweigischen Stadtteil Riddagshausen.

## Johannssenstraße

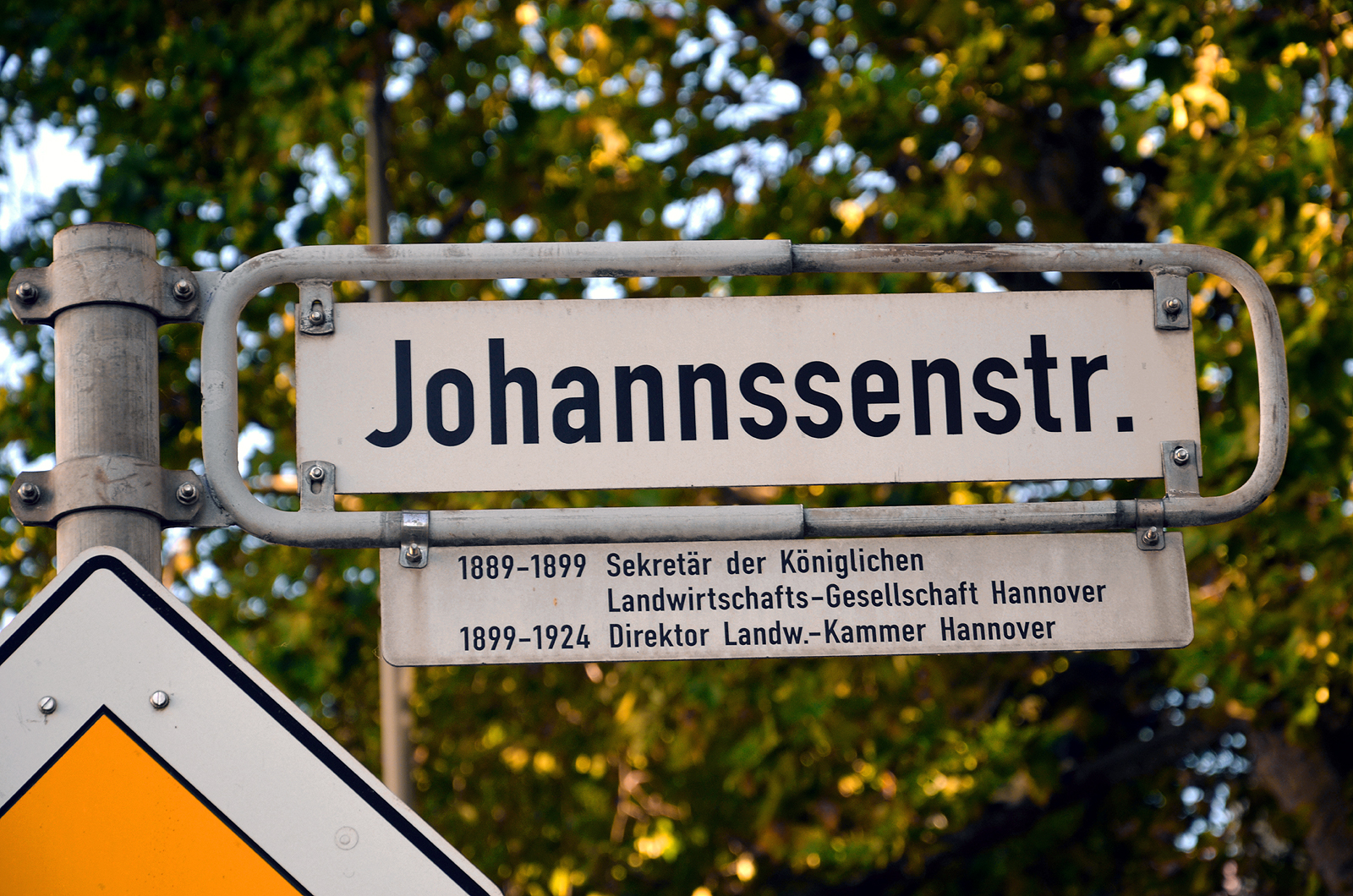
Straßenschild Johannssenstraße mit gesonderter Legendentafel am Schiffgraben

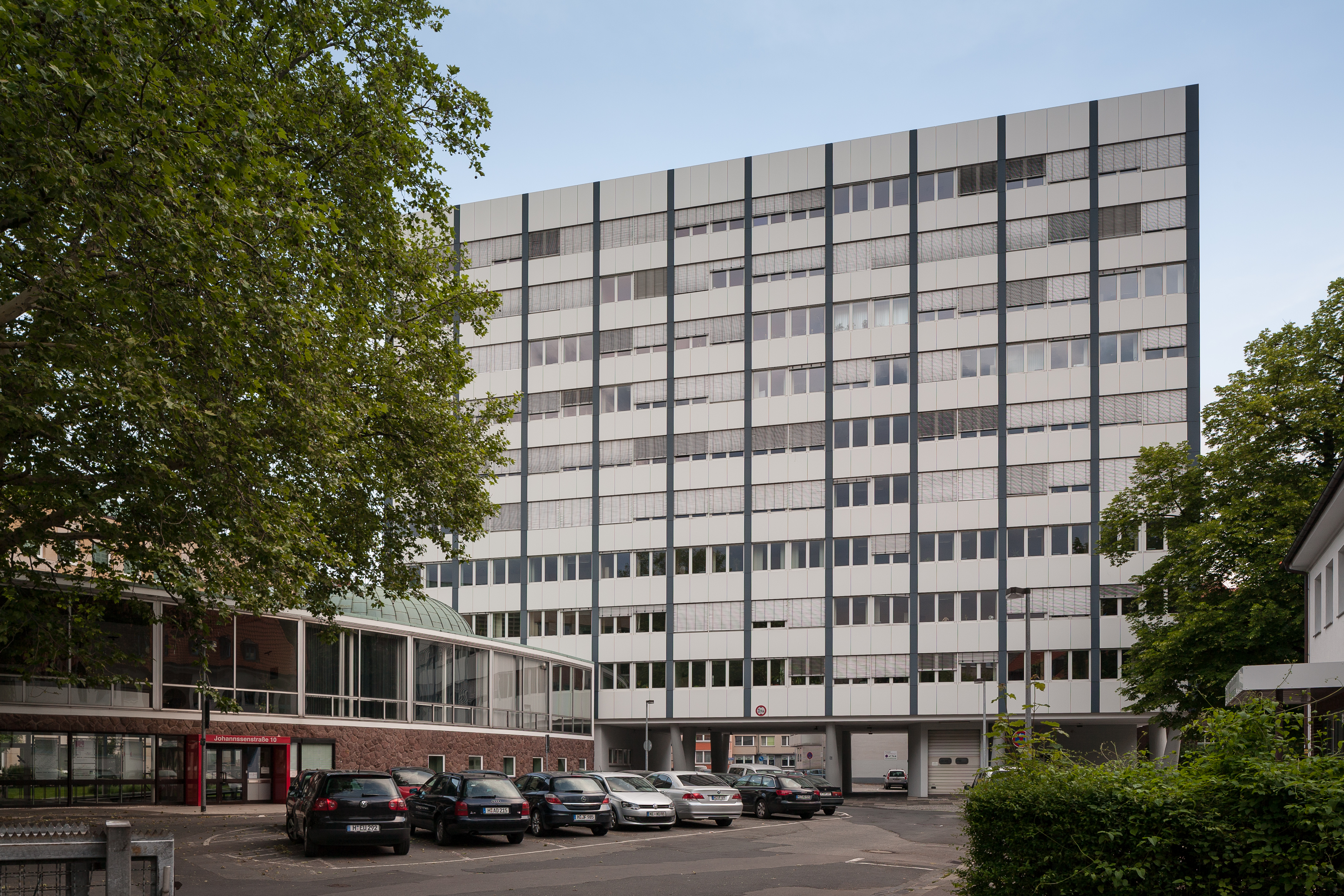
Gebäudekomplex der Landwirtschaftskammer Hannover in der Johannssenstraße 10;
aufgenommen im Jahr 2014

1876 wurde im heutigen hannoverschen Stadtteil Mitte die Leopoldstraße angelegt und ursprünglich nach Leopold Abel (* 8. Januar 1824 in Steinbrück; † 20. Oktober 1907 in Hannover) benannt, dem Geheimen Justizrat und Vorsitzenden der Hannoverschen Baugesellschaft. Nachdem in der „Leopoldsstraße 10“ zeitweilig auch Johannssen seinen Sitz hatte wurde die Straße nach dem Zweiten Weltkrieg und im Jahr 1952 nach dem Landesökonomierat umbenannt.

## Schriften (Auswahl)
- Provinz Hannover, Allgemeines über Geographie, Geschichte und Statistik des Landes. In: Julius Ernst: Landwirtschaftliches Adressbuch der Rittergüter, Güter und größeren Höse der Provinz Hannover. Verzeichnis sämtlicher größerer und mittleren Rittergüter, Güter und Höfe bis zur Größe von ungefähr 15 ha herab mit Angabe der Gutseigenschaft, des Grundsteuerertrages, der Gesamtfläche und des Flächeninhalts der einzelnen Kulturen, des Viehstandes, der industriellen Anlagen und Fernsprechanschlüsse, Angabe der Besitzer, Pächter und Verwalter, der Post-, Telegraphen- und Eisenbahnstationen und deren Entfernungen vom Gute, der evangelischen und katholischen Kirchspiele, der Standesamtsbezirke und des Amtsgerichts, mit einem alphabetischen Orts- und Personenverzeichnis, dem Verzeichnis der für die Landwirtschaft wichtigen Behörden und Körperschaften, sowie einer mehrfarbigen Karte im Maßstab 1:1000000. Mit Unterstützung der Landwirtschaftskammern zu Hannover und Bremen nach amtlichen Quellen und auf Grund unmittelbarer Angaben( = Niekammer's Güter-Adressbücher, Bd. 8), 2. völlig umgearbeitete und vermehrte Auflage, Leipzig: Reichenbach'sche Verlagshandlung, 1922

## Archivalien
Archivalien von und über Peter Johannssen finden sich beispielsweise
- im Bundesarchiv als Pressearchiv des Reichslandbundes aus dem Zeitraum von 1921 bis 1933, Archivaliensignatur BArch, R 8034-III/222[10]